# Flamand-Brabant
Flamand-Brabant (hollandul: Vlaams Brabant, franciául: Brabant flamand) tartomány a belgiumi Flandria régió része. Északon Antwerpen és Limburg tartományokkal, keleten Liège, délen Vallon-Brabant és Hainaut, nyugaton Kelet-Flandria tartományokkal határos. Flamand Brabant tartomány teljesen körbeveszi Belgium három alkotmányos régiója közül a legkisebbet, a Brüsszel Fővárosi Régiót.
A tartomány székhelye Leuven városa, területe 2106 km², ami két adminisztratív körzetre (hollandul: arrondissement) és összesen 65 önkormányzatra van felosztva.

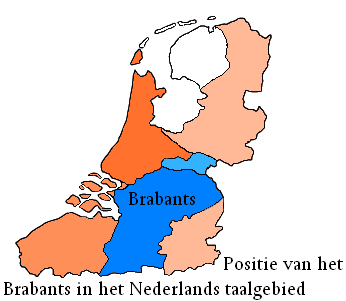
A Brabanti Hercegség területe

Flamand-Brabant tartomány története 1995. január 1-jéig nyúlik vissza, amikor a korábbi Brabant tartományt a lakosság nyelvi eloszlásának megfelelően felosztották Flamand-Brabant és Vallon-Brabant tartományok, valamint a Brüsszel Fővárosi Régió között. Ez a felosztás a Belgiumot három régióra osztó alkotmánymódosítás eredménye volt.
A tartomány, illetve elődje gazdag történelmi és kulturális hagyományokkal büszkélkedhet, számtalan helyi különlegességet, köztük több világhíres belga sört állítanak itt elő.
A tartomány két adminisztratív járása közül a Halle-Vilvoorde járás teljesen körülöleli Brüsszel városát illetve a fővárosi régióhoz tartozó területeket, ezért leginkább városias lakóövezet, de például itt található Brüsszel nemzetközi repülőtere is. A leuveni járást Leuven városa és a körülötte elhelyezkedő kisebb települések alkotják.
Flamand Brabant tartomány hivatalos nyelve (hasonlóan a többi flandriai tartományhoz) a holland, illetve helyi változata a flamand, de a lakosság keveredése miatt néhány önkormányzatban lehetséges a francia nyelv használata hivatalos ügyekben. A hivatalos szóhasználat szerint ezek a nyelvi könnyítésekkel rendelkező önkormányzatok (communes aux facilités linguistiques/taalfaciliteitengemeenten). Ezek többsége a Flandriát és Wallóniát, illetve a Wallóniát és a német nyelvi közösséget elválasztó határ mentén található. Mivel a Halle-Vilvoorde körzettel határos Brüsszeli régió hivatalosan kétnyelvű, de a lakosság többsége francia anyanyelvű, ezért a különböző anyanyelvű lakosság keveredése itt a legjelentősebb.
A tartományban jelentős számban élnek az EU és a NATO dolgozói, illetve észak-afrikai és török eredetű bevándorlók is, tovább színesítve a lakosság összetételét.
A flamand helyi nyelvjárása a brabanti.

## Földrajz
A tartomány legmagasabb pontja a Walshoutem (137,33 m tengerszint feletti magasság), legjelentősebb vízfolyásai a Dijle, Demer és Zenne folyók. A tartomány a belga közút- és vasúthálózat központjában helyezkedik el, keresztülszeli az E19 és E40 autópálya, illetve a brüsszeli körgyűrű (R0 ring).

## Történelem
Flamand-Brabant tartományt 1995-ben hozták létre, amikor a korábbi Brabant (tartomány)  a lakosság anyanyelvének megfelelően két részre osztották fel. Ezt megelőzően Brabant tartományt 1830-ban a belga szabadságharc után hozták létre. 1815-1830 között a tartomány területe az Egyesült Holland Királyság Dél-Brabant tartományához tartozott. A tartomány történelme egészen 1795-ig megegyezik a Brabanti Hercegség történelmével, amikor a francia megszállás során a hercegséget megszüntették.

## Közigazgatás és politika
Flamand-Brabant tartomány kormányzója a mindenkori belga szövetségi kormány és a flamand régió kormányát képviseli. A kormányzót hivatalosan a flamand régió kormánya nevezi ki, a Szövetségi Minisztertanács egyhangú ajánlása alapján. A jelenlegi kormányzó Lodewijk De Witte, aki a tartomány 1995-ös kialakítása tölti be ezt a posztot. A kormányzó felelősségi körébe tartozik többek között a helyi önkormányzatok felügyelete, a szövetségi és regionális törvények és rendeletek végrehajtása, a közbiztonság, polgári védelem és katasztrófavédelem megszervezése. A kormányzó egyben a tartomány Állandó Képviseletének elnöke is, de nem rendelkezik szavazati joggal.
A belga tartományok közül egyedül Flamand-Brabant rendelkezik helyettes kormányzóval, akit szintén flamand régió kormánya nevezi ki, a Szövetségi Minisztertanács egyhangú ajánlása alapján. A helyettes kormányzó felé elvárás, hogy a flamand nyelv mellett magas fokon beszéljen franciául, mivel egyik feladata a nyelvhasználattal kapcsolatos törvények és szabályok betartásának felügyelete a kétnyelvű önkormányzatokban.
A Flamand-Brabant-i Tartományi Tanácsnak (vagyis a tartomány parlamentjének) összesen 84 választott képviselője van, akiket 6 évre választanak meg. A legutolsó, 2006. október 8-án tartott önkormányzati választásokon hat politikai párt képviselői jutottak be a tartományi tanácsba: a CD&V/N-VA szövetség 25 helyet, az Open Vld 17 helyet, a szélsőjobboldali Vlaams Belang 15 helyet, a szocialista SP.A-spirit szövetség 14 helyet, a zold párt Groen! 7, míg a franciaajkú választókat képviselő UF 6 helyet szerzett. A tartományi kormányzáshoz szükséges többséget a CD&V/N-VA, Open Vld és az SP.A-Spirit 56 képviselői helye biztosítja.
A tartományi tanács elnöke Vic Laureys (CD&V/N-VA), aki mellett két alelnök, négy államtitkár és a politikai pártok frakcióvezetői működnek.
A tartomány Állandó Képviselete tölti be a végrehajtó funkciót, és felelős a szövetségi és tartományi jogszabályok betartásáért, valamint a tartomány közigazgatásáért. Tagjai a kormányzó és hat, a tartományi tanács által tagjai közül választott képviselő. A képviselői helyeken jelenleg a legnagyobb pártok osztoznak, két-két képviselőt delegált a CD&V/N-VA, Open Vld és az SP.A-Spirit.

### A tartomány kormányzói 1995-től
| -tól | -ig        | kormányzó neve    |
| ---- | ---------- | ----------------- |
| 1995 | napjainkig | Lodewijk De Witte |

### A helyettes kormányzók 1995-től
| -tól | -ig        | kormányzó neve    |
| ---- | ---------- | ----------------- |
| 1995 | 2005       | Guy Desolre       |
| 2005 | napjainkig | Valérie Flohimont |

## Közigazgatási beosztása
Flamand Brabant 65 önkormányzata közül 35 a Halle-Vilvoorde járásban és 30 a leuveni járásban található.

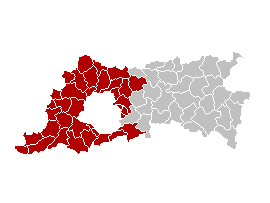
A Halle-Vilvoorde járás térképe

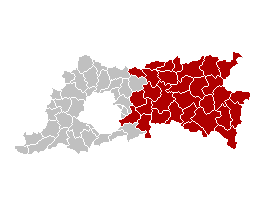
Leuven járás térképe

| Halle-Vilvoorde járás: | Leuven járás: |
| - Affligem - Asse - Beersel - Bever - Dilbeek - Drogenbos - Galmaarden - Gooik - Grimbergen - Halle - Herne - Hoeilaart - Kampenhout - Kapelle-op-den-Bos - Kraainem - Lennik - Liedekerke - Linkebeek - Londerzeel - Machelen - Meise - Merchtem - Opwijk - Overijse - Pepingen - Roosdaal - Sint-Genesius-Rode - Sint-Pieters-Leeuw - Steenokkerzeel - Ternat - Vilvoorde - Wemmel - Wezembeek-Oppem - Zaventem - Zemst | - Aarschot - Begijnendijk - Bekkevoort - Bertem - Bierbeek - Boortmeerbeek - Boutersem - Diest - Geetbets - Glabbeek - Haacht - Herent - Hoegaarden - Holsbeek - Huldenberg - Keerbergen - Kortenaken - Kortenberg - Landen - Leuven - Linter - Lubbeek - Oud-Heverlee - Rotselaar - Scherpenheuvel-Zichem - Tervuren - Tielt-Winge - Tienen - Tremelo - Zoutleeuw |

## Külső hivatkozások
- A Flamand Brabant tartomány hivatalos lapja